# Gubernatorstwo Dalmacji
Gubernatorstwo Dalmacji (wł. Governatorato della Dalmazia) było regionem administracyjnym Królestwa Włoch, utworzonym w 1941 r. po militarnym podboju jugosłowiańskiej Dalmacji przez generała Vittorio Ambrosio podczas II wojny światowej. Jego tymczasowym celem było stopniowe importowanie włoskiego ustawodawstwa krajowego do Dalmacji w miejsce poprzedniego, a tym samym pełna integracja z Królestwem Włoch.
Gubernatorstwo zostało utworzone zgodnie z dekretem królewskim z mocą ustawy nr. 452 z dnia 18 maja 1941 r. oraz dekretem królewskim nr. 453 z dnia 7 czerwca 1941 r., a zamiast tego zostało zniesione dekretem królewskim z mocą ustawy nr. 747 z dnia 19 sierpnia 1943 r.

## Podział administracyjny
Region Gubernatorstwo Dalmacji był podzielony na 3 prowincje, jako jednostki administracyjne niższego szczebla:
- prowincję Cattaro(inne języki)
- prowincję Spalato(inne języki)
- prowincję Zara(inne języki)[b]

## Historia
Gubernatorstwo było odrodzeniem homonimicznego i efemerycznego instytutu założonego przez Włochów dalmatyńskich po klęsce Austro-Węgier 4 listopada 1918 r. i opuszczonego w wyniku porozumień włosko-jugosłowiańskich, których efektem był traktat w Rapallo z 1920 r. Podobnie jak jego poprzednik, miał tymczasowy cel doprowadzenia terytorium do pełnej integracji z Królestwem, stopniowo importując ustawodawstwo krajowe w miejsce poprzedniego. Stolicą administracyjną była Zara (dzisiaj Zadar w Chorwacji).
W kwietniu 1941 roku Królestwo Jugosławii zostało zajęte przez państwa Osi, a Mussolini mianował zadarskiego federalnego Athosa Bartolucciego na stanowisko wysokiego komisarza cywilnego Dalmacji, który zakończył swoje zadanie ustanowieniem powierzonego Giuseppe Bastianiniemu urzędu gubernatora.
Prawie cała przybrzeżna część północnej Dalmacji wraz ze wszystkimi głównymi ośrodkami miejskimi została 18 maja na mocy oficjalnego aktu przyłączona do Królestwa Włoch, a reszta do nowo utworzonego Niepodległego Państwa Chorwackiego, zdominowanego przez ustaszę Ante Pavelića. Ten ostatni ofiarował tron młodego państwa członkowi rodu Sabaudii, Tomisławowi II, który choć nie odmówił, nigdy go nie objął.
Włoska Dalmacja rozciągała się zatem na ponad 5242 km², co stanowi 35% Dalmacji, i liczyła 380 000 mieszkańców, przy skromnej gęstości zaludnienia wynoszącej 61,6 mieszkańców/km². Liczbę Włochów oszacowano na 38 000, czyli 10% ogółu. Bastianini natychmiast ustąpił miejsca masowej i gwałtownej italianizacji zaanektowanych prowincji: do ich administrowania wysyłano sekretarzy politycznych powięzi, klubu po pracy, konsorcjów rolniczo-medycznych, nauczycieli, pracowników miejskich, położne, których od razu znienawidzono przez tych, którym zabrali pracę. Język włoski został narzucony jako język obowiązkowy dla urzędników i nauczycieli, chociaż język serbsko-chorwacki był tolerowany w komunikacji w administracji cywilnej.
W głównych ośrodkach różne znaki pisane w języku chorwackim zastąpiono napisami w języku włoskim, zakazano chorwackich flag, gazet i plakatów, z wyjątkiem dwujęzycznych publikowanych przez włoskie władze cywilne i wojskowe; rozwiązano stowarzyszenia kulturalne i sportowe, narzucono salut rzymski i przywrócono część włoskich nazwisk. Kontynuowano także, jak już w Wenecji Julijskiej i Górnej Adydze, italianizację nazw geograficznych, ulic i placów. Specjalny urząd ds. ziem adriatyckich oferował pożyczki i świadczenia osobom skłonnym do wynarodowienia, a w międzyczasie kupował ziemię w celu redystrybucji wśród byłych włoskich bojowników. Utworzono stypendia dla dalmatyńczyków chcących kontynuować naukę we Włoszech, z których skorzystało 52 Włochów dalmatyńskich oraz 211 Chorwatów i Serbów.

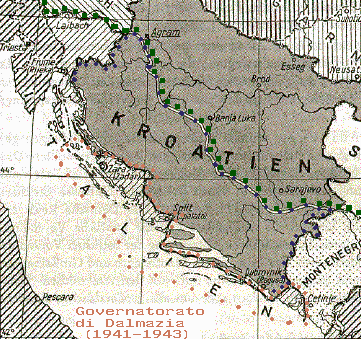
Mapa Gubernatorstwa Dalmacji, gdzie pomarańczowe kropki wyznaczają jej granice, a niebieskie i zielone kropki pokazują granice włoskiej strefy okupacyjnej w Jugosławii w latach 1941–1943

Pod koniec lipca powołano trybunały specjalne i wojskowe, które uderzyły w ruch oporu pierwszymi wyrokami śmierci: 8 w Benkovacu 6 sierpnia, 6 w Szybeniku 13 października, 19 w Splicie 14 października, 12 w Vodicach 26 października. W celach represyjnych, zwłaszcza od 1942 r., utworzono także liczne obozy koncentracyjne, m.in. w Rabie, Rijece i wielu innych.
We wrześniu 1941 roku Benito Mussolini zaproponował przyłączenie „II strefy” włoskiej okupacji przybrzeżnej Chorwacji do Gubernatorstwa Dalmacji, tworząc także prowincję Ragusa (obejmującą dzisiejszy Dubrownik w Chorwacji), ale opozycja Ante Pavelića zablokowała projekt.
Pod koniec 1941 r. podjęto próbę „normalizacji” życia obywatelskiego: na przykład w Splicie promowano tworzenie zajęć sportowych związanych z mistrzostwami Włoch. W tym celu w 1942 roku reaktywowano drużynę Calcio Spalato pod nazwą Associazione Calcio Spalato, zgodnie z dyrektywą Włoskiej Federacji Piłki Nożnej (FIGC), która uznała AC Spalato za nowy klub zrzeszony w Federacji Piłki Nożnej. Jednak ze względu na wydarzenia wojenne Split nie rozegrał żadnych mistrzostw.
Już od końca 1941 roku wobec okrucieństw popełnianych przez reżim ustaszów na terytoriach Niepodległego Państwa Chorwackiego, zarówno wobec Serbów i Żydów, jak i wobec przeciwników politycznych (komunistów i socjalistów), zarówno partyzancki ruch oporu dowodzony przez Tito, jak i, wieloetniczne i komunistyczne oraz różne serbskie frakcje nacjonalistyczne i monarchistyczne znane jako czetnicy.
Wszystkie strony, w tym włoscy faszyści, dopuścili się licznych zbrodni wojennych, co doprowadziło do krwawej wojny domowej.

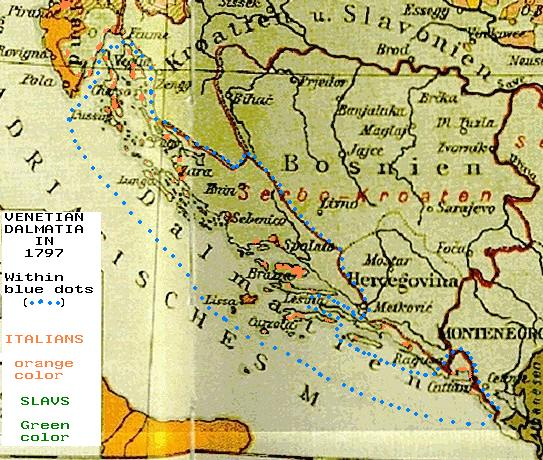
Austriacka mapa językowa z 1896 r., przedstawiająca granice (zaznaczone niebieskimi kropkami) Dalmacja Wenecka w 1797 r. Na pomarańczowo zaznaczono obszary, na których najbardziej rozpowszechnionym językiem ojczystym był włoski, natomiast na zielono te, na których dominują języki słowiańskie

W związku z przyłączeniem nadmorskiej Dalmacji do Królestwa Włoch zaczęło narastać napięcie między chorwackim reżimem ustaszów a włoskimi siłami okupacyjnymi. Dlatego też począwszy od 1942 r. zawiązano sojusz taktyczny pomiędzy siłami włoskimi a różnymi serbskimi grupami czetnickimi. Włosi włączyli Czetników do Ochotniczej Milicji Antykomunistycznej, aby walczyć z oporem Titoistów, ale wywołali bardzo silne napięcia z reżimem ustaszów.
Sam Mussolini zaproponował przyłączenie obszaru przybrzeżnego Chorwacji pod włoską odpowiedzialnością wojskową, który znajdował się pomiędzy Gubernatorstwem Dalmacji a obszarem pod niemiecką odpowiedzialnością wojskową Chorwacji, do Królestwa Włoch latem 1942 r., w celu usunięcie ustaszy z obszarów Włoch.

## Epilog
Po upadku Mussoliniego rząd Badoglio podjął decyzję o rozwiązaniu gubernatora Dalmacji dekretem z dnia 19 sierpnia 1943 r., który stanowił, że jego uprawnienia w odpowiednich obszarach kompetencji przejęli trzej prefekci prowincji. Świadomość rychłego zaakceptowania kapitulacji Włoch budzi wątpliwości, czy celem rządu była normalizacja terytorium poprzez przywrócenie go do normalnej administracji lokalnej: raczej w przepisie przebija się świadomość nieuniknionej utraty Dalmacji kilka lata później tygodnie.
W rzeczywistości tego samego dnia, w którym opublikowano dekret w Dzienniku Urzędowym, czyli 9 września, włoska część Dalmacji została zajęta przez armię niemiecką i przyłączona, z wyjątkiem Zadaru, do Niepodległego Państwa Chorwackiego, które ogłosiło traktat rzymski z 1941 r. Zamiast tego obszar Kotoru stał się niemieckim gubernatorstwem wojskowym ze względu na swoje strategiczne położenie.